# 코만다리아

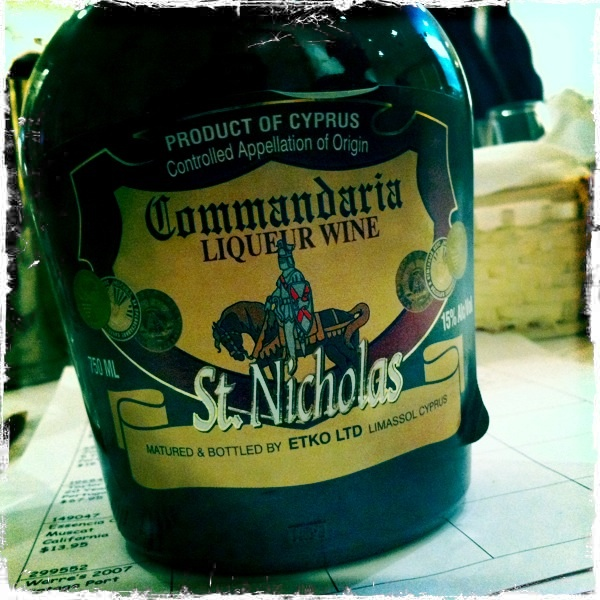
성 니콜라스 코만다리아 와인병의 클로즈업

코만다리아(Commandaria, 그리스어: κουμανδαρία, κουμανταρία 및 키프로스 그리스어 κουμανταρκά)는 트로도스산맥 산기슭에 있는 키프로스의 코만다리아 지역에서 생산되는 황색의 달콤한 디저트 와인이다. 코만다리아는 크시니스테리와 마브로 품종의 햇볕에 말린 포도로 만들어진다. 종종 강화 포도주이지만, 생산 방식 때문에 강화하기 전에도 이미 약 15%의 높은 알코올 도수에 도달하는 경우가 많다. 기원전 800년 키프로스에서 기록된 고대 포도주 스타일을 대표하며, 코만다리아라는 이름이 12세기 십자군 시대부터 사용되어 현재까지 생산되는 세계에서 가장 오래된 이름을 가진 포도주라는 특징을 가지고 있다.

## 역사
이 포도주는 축제에서 인기 있는 음료였던 고대 그리스 시대까지 거슬러 올라가는 오랜 역사를 가지고 있다고 한다. 키프로스에서 말린 포도주가 처음으로 묘사된 것은 기원전 800년 그리스 시인 헤시오도스에 의해서였으며, 훨씬 후에는 키프로스 만나로 알려지게 되었다.
십자군 시대에 코만다리아는 리마솔에서 열린 리처드 1세와 베렝겔라 나바라 왕녀의 12세기 결혼식에 제공되었다. 결혼식 도중 리처드 왕은 코만다리아를 "왕의 포도주이자 포도주의 왕"이라고 선언했다. 세기 말에 그는 섬을 성전기사단에 팔았고, 성전기사단은 다시 기 드 뤼지냥에게 팔았지만, 리마솔 근처 콜로시에 큰 봉건 영지를 보유했다. 이 영지는 "라 그랑드 코망드리"로 불렸다. 코망드리는 군사 본부를 의미했으며, 그랑드는 섬에 있는 두 개의 더 작은 사령부인 파포스 근처(피닉스)와 키레니아 근처(템플로스)와 구별하는 데 도움이 되었다.
성전기사단(이후 구호기사단)의 통제하에 있던 이 지역은 코만다리아로 알려지게 되었다. 기사단이 유럽 왕실에 수출하고 성지로 향하는 순례자들에게 공급하기 위해 대량의 포도주를 생산하기 시작하면서, 이 포도주는 지역의 이름을 따게 되었다. 그리하여 현재까지 생산되는 세계에서 가장 오래된 이름을 가진 포도주라는 특징을 가지게 되었다.
오늘날 코만다리아라는 이름으로 생산되고 판매되지만, 과거에는 몇 가지 유사한 이름과 철자로 언급되기도 했다. 1863년 토마스 조지 쇼는 그의 책 "포도주, 포도나무, 그리고 저장고"에서 이 포도주를 코맨데리(Commanderi)라고 언급했으며, 1879년에는 새뮤얼 베이커가 코맨데리아(Commanderia)라고 언급했다. 1833년 사이러스 레딩은 그의 책 "근대 포도주의 역사와 묘사"에서 "코만데리"의 포도주를 언급했다.
전설에 따르면 13세기 프랑스의 필리프 2세가 역사상 최초의 포도주 시음 대회를 개최했다고 한다. "포도주의 전투"(프랑스어: La Bataille des Vins)라고 불린 이 행사는 1224년 앙리 당델리가 쓴 유명한 프랑스 시에 기록되어 있다. 유럽과 프랑스 전역의 포도주가 참가한 이 대회는 키프로스의 달콤한 포도주가 우승했으며, 이는 널리 코만다리아로 여겨진다. 코만다리아 지역 자체는 1307년 성전기사단의 탄압 이후 그의 후손인 프랑스의 필리프 4세의 통제하에 들어갔다.
또 다른 전설에 따르면 오스만 술탄 셀림 2세는 코만다리아를 얻기 위해 섬을 침략했으며, 이 포도주를 만드는 데 사용된 포도가 결국 포르투 포도주의 원천으로 유명해진 포르투갈로 수출된 포도와 동일하다고 한다.

## 생산

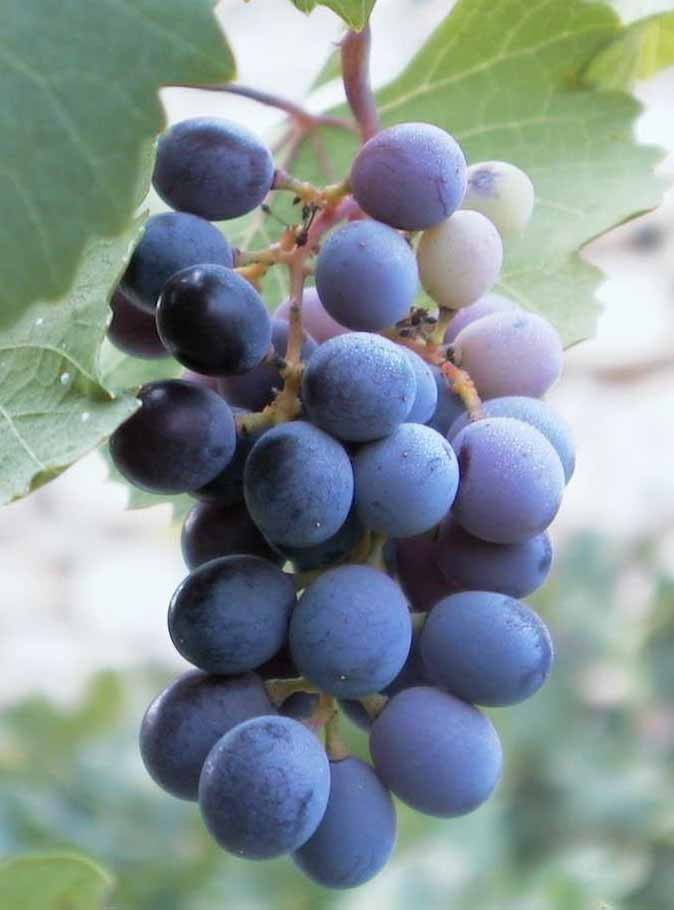
코만다리아 생산에 사용되는 마브로 포도.

코만다리아는 크시니스테리와 마브로라는 두 가지 키프로스 토착 포도 품종으로만 만들어진다. 포도는 넝쿨에서 과숙되도록 남겨지고, 당 함량이 허용 가능한 수준(높은 머스트 중량에 해당)에 도달하면 수확된다. 더 구체적으로, 크시니스테리는 약 12 보메도(°Bé)일 때 수확되며 마브로는 15-16 °Bé일 때 수확된다. 그 다음 포도는 증발을 통해 당 밀도를 더욱 높이기 위해 햇볕에 펼쳐놓는다. 머스트 중량이 19~23 °Bé에 도달하면 압착을 통해 즙을 추출한다. 발효는 저장소에서 이루어지며, 약 15%에 도달하는 높은 알코올 함량 때문에 자연적으로 멈춘다. 위의 과정은 코만다리아 지역(아래 참조)에 위치한 14개 지정 마을 내에서 이루어져야 한다. 코만다리아는 법적으로 오크통에서 최소 2년 동안 숙성되지만, 이것은 키프로스 내 지정된 지역 밖에서도 키프로스 법률에 명시된 엄격한 통제와 조건 하에 이루어질 수 있다.
발효가 최소 알코올 농도 10%에 도달한 후(이는 종종 초과됨), 코만다리아의 알코올 농도는 순수 95% 포도 알코올 또는 최소 70% 알코올의 와인 증류액을 첨가하여 최소 15%까지 높일 수 있다. 그러나 이 첨가 후에도 와인의 실제 알코올 함량은 20%를 초과할 수 없으며, 총 잠재 알코올 (당 함량 포함)은 최소 22.5%여야 한다. 따라서 코만다리아는 강화 포도주일 수 있지만, 강화가 의무적인 것은 아니다.

생산 방법의 기원은 불확실하다. 기원전 7세기에 쓰여진 그의 시 일과 날에서 헤시오도스는 다음과 같이 썼다: 
| “ | 다음으로 잘 익은 포도를 잊지 말고, 밤에는 가져가지 말고 열 밤낮 동안 공중에 두어라; 포도주를 만들기 전에, 그것들을 그늘에 두어 익게 하고, 여섯째 날에는 기쁨의 신 바쿠스의 선물을 통에 담는 데 활기차게 자신을 바쳐라." | ” |

가이우스 플리니우스 세쿤두스는 그리스인들이 단 포도주를 만드는 데 사용했던 유사한 방법을 다음과 같이 묘사한다. 
| “ | 포도는 햇볕에 마르도록 넝쿨에 남겨진다... 햇볕에 포도를 말린 다음, 바닥에서 약 7피트 떨어진 시렁 위에 7일 동안 밀폐된 곳에 놓아 밤에는 이슬로부터 보호한다: 8일째 되는 날 밟아낸다: 이 방법은 절묘한 부케와 풍미를 지닌 술을 생산한다고 한다. 멜리티테스라는 술도 달콤한 포도주 중 하나이다. | ” |

사무엘 베이커는 1879년에 생산 과정을 다음과 같이 묘사했다. 
| “ | ...코만다리아 포도는 수집되어 원주민 집의 평평한 흙벽 지붕에 펼쳐져 며칠 동안 피부가 주름지고 줄기가 부분적으로 마르는 증상을 보일 때까지 노출된다: 그런 다음 압착된다..." | ” |

 그는 이 방법의 진화가 선택보다는 필요에 의한 것이었다고 주장한다... 
| “ | "일부 여행자들은 포도가 압착 전에 의도적으로 건조된다고 상상했지만, 나는 주민들로부터 그들의 수확물을 지붕 위에 쌓아두고 노출시키는 유일한 이유는 포도원에서 익게 두는 것의 위험 때문이라는 확신을 얻었다. 밭은 울타리가 없으며, 포도가 압착하기에 충분히 익기 전에 많은 양이 도난당하거나 소, 염소, 노새, 그리고 밭으로 끌려오는 모든 길 잃은 동물들에 의해 파괴된다...." | ” |

코만다리아는 대규모 와인 산업체(KEO, ETKO, LOEL, SODAP)와 코만다리아 원산지 지정 구역의 소규모 지역 생산자(아래 참조)에 의해 생산되었다. 요즘에는 여러 다른 현대 와이너리에서도 고품질의 코만다리아를 생산하고 있다 (오이누 이, 치아카스, 키페론다 등).
사무엘 베이커가 그의 책 <키프로스 - 1879년에 내가 본 그대로>에 기록한 자료에 따르면, 19세기 말 키프로스의 연간 생산량은 약 300,000 오카, 즉 약 385,000리터에 달했다(이 데이터는 세금 납부된 생산량만을 반영한다). 이 중 키프로스는 리마솔 항구에서 180,103 오카를 수출했으며, 그 대부분은 오스트리아로 보내졌다(155,000 오카, 영국 £2,075 상당).
키프로스 포도 생산 위원회가 발표한 공식 수치는 생산량에 전반적으로 증가하는 추세가 있음을 보여준다. 코만다리아 생산량의 대부분은 여전히 수출을 목표로 한다.
| 연도                                  | 1878    | 1879    | 2001    | 2002    | 2003    | 2004    | 2005    |
| 총 생산량 (가공된 포도 기준 킬로그램) | 150,000 | 385,000 | 253,495 | 155,925 | 209,250 | 564,179 | 449,290 |
| 총 수출량 (리터)                      | 200,000 |         | 228,369 | 210,953 | 189,384 | 189,236 | 82,728  |

## 인증

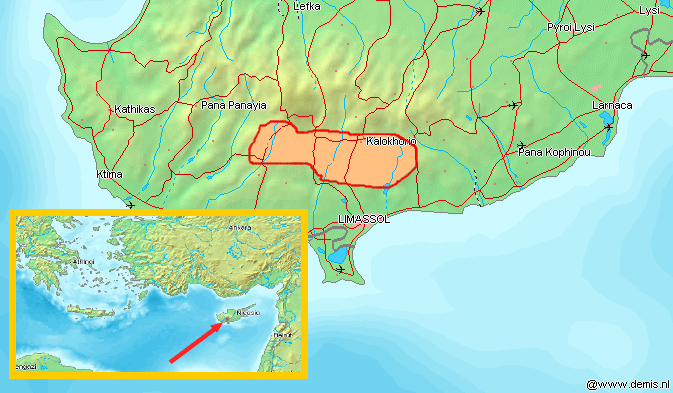
키프로스 남서부 코만다리아 지역을 나타낸 지도

현재 코만다리아는 유럽 연합, 미국 및 캐나다 내에서 원산지 명칭 보호 (PDO)를 보유하고 있다. 1990년 3월 2일 통과된 키프로스 법률에 따라, 코만다리아는 인접한 14개 마을인 아기오스 게오르기오스, 아기오스 콘스탄티노스, 아기오스 마마스, 아기오스 파블로스, 압시우, 게라사, 도로스, 주피기, 칼로 호리오, 카필리오, 라네이아, 루바라스, 모나그리 및 실리쿠에서만 생산된다. 지정된 지역은 코만다리아 지역이라는 이름을 얻었으며, 리마솔구 내 해발 500-900m의 트로도스산맥 남향 경사면에 위치한다. 최소 4년 이상 식재된 포도원의 포도만 허용된다. 포도나무 재배는 고블릿 방식을 따라야 하며, 물주기는 금지된다. 포도 수확은 키프로스 포도 생산 위원회가 포도의 평균 당 함량을 기준으로 승인을 내린 후에만 시작할 수 있다. 크시니스테리 포도는 212g/L의 당 함량을 보여야 하며, 마브로는 258g/L 이상이어야만 자격을 얻을 수 있다. 당 농도는 포도를 햇볕에 보통 7~10일 동안 널어놓아 390~450g/L의 엄격한 범위까지 높여진다.
2006년 2월, 키프로스 와인 제품 협회는 오스트리아 와인 글라스 회사인 리델이 제조한 공식 코만다리아 포도주잔을 선정했다.

## 같이 보기
- 키프로스 와인
- 마브로 포도
- 빨대 와인
- 크시니스테리 포도